# Кореопсис Бигелоу
Кореопсис Бигелоу (лат. Coreopsis bigelovii) — вид травянистых растений рода Кореопсис (Coreopsis) семейства Астровые (Asteraceae).
Вид назван в честь американского ботаника Джона Милтона Бигелоу (1804—1878), исследователя флоры Калифорнии. Именно из его коллекции, собранной в 1853—1854 годах в долине реки Мохаве (пустыня Мохаве, Калифорния), был описан этот вид кореопсис.

## Ботаническое описание

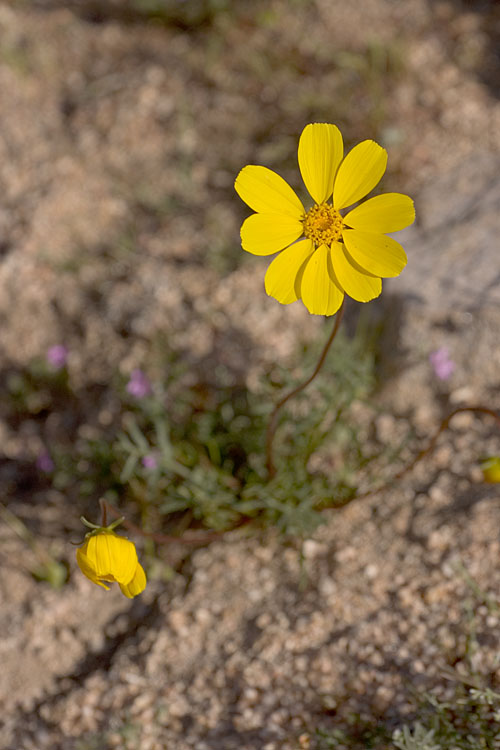
Кореопсис Бигелоу

Кореопсис Бигелоу — однолетнее травянистое растение высотой от 10 до 30 см с одним или несколькими цветоносами. Листья разделены на тонкие лопасти с долями 0,5—2,5 см и до 0,1 см шириной, расположены у основания растения. Цветоносы в высоту от 8 до 20 см. Листочки обертки яйцевидные или обратнояйцевидные, до 1 см длиной. В центре расположены от 50 до 100 дисковых цветков с венчиком до 0,4 см длиной. По краям — восемь язычковых цветков, до 2,5 см длиной. Плод — небольшая семянка с грубой неровной поверхностью без паппуса у язычковых цветков и более гладкая блестящая с ворсистыми краями и паппусом у дисковых цветков.

## Ареал и местообитание
Растение произрастает на западе США, эндемик Калифорнии. Встречается в прибрежных и континентальных горах и в пустыне на юге Калифорнии.

## Применение
Индейцы племён Кавайису и Тубатулабал употребляли растение в пищу в сыром виде или приготовленные зелёные части растения.